# Raión alemán de Jortitsa
El raión alemán de Jortitsa (en alemán: Deutscher Rayon Chortiza; en ucraniano: Хортицький німецький район) fue un distrito nacional situado en la RSS de Ucrania, una de las repúblicas de la URSS, con capital en Verjnia Jortitsa.

## Geografía
El raión contenía los municipios de Burwalde, Veselovski, Verjnia Jortitsia, Zelenogaiske, Einlage, Lukasheve, Nizhni Jortitsia, Nikolaifeld, Nueva Zaporiyia, Ostervik, Schöneberg y  Neuendorf.

## Historia
Bajo la presión de la comunidad alemana de Ucrania, se inició el trabajo práctico sobre la asignación de distritos nacionales. Sin embargo, la concesión del estatus nacional alemán se vio obstaculizada durante mucho tiempo por dificultades con la asignación de asentamientos no nacionales. Otro obstáculo importante para una mayor diferenciación del raión alemán de Jortitski fue la dependencia del ritmo y la naturaleza de las obras de ordenación territorial. Intentando frenar el aumento de una nueva ola de emigrantes entre los habitantes de las históricas colonias alemanas de Ucrania, en su mayoría menonitas, y suavizar las consecuencias de un intento fallido de emigrar para varios miles de personas, las autoridades soviéticas finalmente completaron la separación del raión alemán de Jortitski del ayuntamiento de Zaporiyia. El raión fue creado el 18 de septiembre de 1929. 
El plan para la colectivización completa del distrito preveía su finalización en mayo de 1930, pero ya en abril de 1930 el distrito fue declarado distrito de colectivización completa. En aquella época, el 96% de las fincas estaban socializadas. Precisamente en esta época se produjo el pico de emigración y despoblación. 
El 2 de septiembre de 1930, el raión de Jortitski fue abolido debido a que en su terreno se iba a construir la Estación Hidroeléctrica Dniéper, y su territorio pasó a la subordinación del ayuntamiento de Zaporiyia.

## Demografía
La población era de 18485 habitantes, siendo el 64% alemanes menonitas. De los 12 consejos rurales, 8 eran de mayoría alemana.

## Economía
En términos de desarrollo económico, el distrito se consideraba agrícola, pero la proximidad de Zaporiyia y su acelerado crecimiento industrial a finales de la década de 1920 afectaron su economía. Había una fundición, una planta separadora, 12 molinos de viento y 10 de vapor, 14 forjas, un molino de cereales, un molino de aceite y 127 alemanes se dedicaban a la producción artesanal. 

## Infraestructura

### Educación
Aquí trabajaban 18 escuelas laborales alemanas, la escuela pedagógica alemana de Jortitski y la escuela de ingeniería mecánica de Jortitski.

### Sanidad
La atención médica a la población la proporcionaban el hospital de distrito y la maternidad de la aldea de Ostervik.